# De Dion-Bouton Type AN
Der De Dion-Bouton Type AN ist ein Pkw-Modell aus der Anfangszeit des 20. Jahrhunderts. Hersteller war De Dion-Bouton aus Frankreich.

## Beschreibung
Die Zulassung durch die nationale Zulassungsbehörde erfolgte im Januar 1906. Überliefert sind sowohl der 1. Januar als auch der 12. Januar 1906. Vorgänger war der Type AC.
Der Zweizylindermotor hat 100 mm Bohrung, 110 mm Hub, 1728 cm³ Hubraum, war damals in Frankreich mit 12 Cheval fiscal (Steuer-PS) eingestuft und leistet etwa genauso viel PS. Er ist vorne im Fahrgestell montiert und treibt über ein Dreiganggetriebe und eine Kardanwelle die Hinterräder an. Der Wasserkühler befindet sich laut einer Quelle unterhalb der Motorhaube vor der Vorderachse. Es gibt aber auch Hinweise darauf, dass die Version mit dem längeren Radstand den Kühler direkt vor dem Motor und hinter einem deutlich sichtbaren Kühlergrill hat, oder dass der Kunde die Wahl hatte. Die Hinterachse ist eine De-Dion-Achse.
Die Basis bildet ein Pressstahlrahmen. Der Radstand beträgt wahlweise 2585 mm oder 2885 mm, die Spurweite 1240 mm. Die Fahrzeuge waren abhängig vom Radstand 3558 mm oder 3858 mm lang. Die Vorderräder haben zehn Speichen, die Hinterräder zwölf.
Bekannt sind Aufbauten als Doppelphaeton und Landaulet.
Das Modell wurde fünf Monate lang produziert. Es gab keinen Nachfolger mit einem Zweizylindermotor dieser Hubraumklasse.